# Pavšič
Pavšič je priimek več znanih Slovencev:
- Alojz Pavšič (1901—1985), fotograf, organist in kulturni delavec (hči Alenka Pavšič Zavadlav)
- Anton Pavšič/Pausi (1886—1982), matematik
- Franc Pavšič (1876—1927), 1. slov. duhovnik v Argentini, kanonik, pedagog
- Frank Pavšič, nadzornik vesoljske tehnike (ZDA)
- Gizela Pavšič (por. Gizela Bravničar)
- Gregor Pavšič, avtomobilistični novinar in publicist
- Ivan Pavšič (1907—1986), ginekolog
- Ivo Pavšič (1932—2012), zdravnik stomatolog, čeljustni ortoped
- Jernej Pavšič (*1944), geolog, paleontolog, univ. prof.
- Josip Pavšič (1870—1949), skladatelj, pianist in glasbeni pedagog
- Marijan Pavšič (1909—1971), veterinar
- Matej Pavšič (*1946), fizik
- Matija Pavšič (*1979), veslač, olimpijec
- Metka Pavšič, igralka
- Miha Pavšič, biokemik
- Mojca Vizjak Pavšič (*1953), psihologinja, statističarka, publicistka
- Peter Pavšič (1908—1998), športnik atlet, gimnastični in ribiški funkcionar, ribogojec
- Peter Pavšič, arhitekt
- Rudi Pavšič (*1952), zamejski politik in kulturni delavec v Italiji, predsednik SKGZ
- Štefan Pavšič (1910—1990), krščanski socialist, partizanski poveljnik, gospodarstvenik
- Vladimir Pavšič - Matej Bor (1913—1993), pisatelj, pesnik, publicist, akademik
- Tomaž Pavšič (1931—2019), slavist, kulturni delavec in publicist
- Zvonko (Franc) Pavšič (1920–2012), partizanski učitelj in šolnik, publicist